# Бомбардовање Београда (1999)
Бомбардовање Београда 1999. се односи на дејствовања авијације НАТО пакта током бомбардовања СРЈ на подручју главног града. Током 78 дана рата, свега неколико дана у Београду није била на снази ваздушна опасност. Мада су на мети највише била приградска насеља (Раковица и Батајница), уже градско подручје се такође много пута нашло на удару. Цео град је претрпео значајну колатералну штету од последица снажних детонација.
НАТО агресија је била четврто и последње кампањско бомбардовање овог града у 20. веку, после аустроугарског гранатирања 1914, нацистичког бомбардовања 1941. и савезничког бомбардовања 1944. Неки од најзначајнијих циљева били су Авалски торањ, зграде Генералштаба и Министарства одбране, зграде републичког и савезног Министарства унутрашњих послова, пословни центар „Ушће“, зграда РТС-а и зграда Кинеске амбасаде.

## Почетна фаза
Свега пола сата пошто је Генерални секретар НАТО-а, Хавијер Солана 24. марта 1999. године објавио да су напади почели, у Београду се око 20 часова зачула сирена за ваздушну опасност. Најпре је бомбардован војни аеродром у Батајници, те јужна приградска насеља. Сви медији су моментално прекинули емитовање редовног програма и прешли на ванредну шему- најзначајније је било укључивање у градски штаб Центра за обавештавање и узбуњивање, одакле се грађанима први пут обратио портпарол ове институције, Аврам Израел, који ће у преосталих 78 дана постати један од симбола града. За време кампање, највећи број дејстава одвијао се у ноћним сатима.

## Директна дејства

### Војни циљеви
Готово сви војни објекти нашли су се на удару НАТО авијације. Поред Батајничког аеродрома, прве вечери су бомбардоване радарска станица код Раље и Раковица: брдо Стражевица ће до краја рата бити готово свакодневно на мети (понекад се дејствовало и са пројектилима масе веће од 2 тоне), јер се испод њега, наводно, налазио савремени војни центар и седиште генералштаба. У ноћи 4-5. априла бомбардована је зграда Команде РВ и ПВО у Земуну. Нека од најжешћих дејстава током кампање догодила су се током ноћи 29-30. априла, када је НАТО уништио зграде Генералштаба и Министарства одбране у улици Кнеза Милоша (централна градска зона) и тешко оштетио зграду Владе Србије. Исте вечери је порушено и неколико цивилних објеката (видети наредну секцију). Касарне и мањи војни објекти су нападани и у Батајници, Жаркову, на Авали, на Бањици, у Топчидеру, Малом Мокром Лугу, Сремчици, Липовици, Јакову и Зуцу. Све време бомбардовања, на подручју града је дејствовала против-ваздухопловна одбрана.

### Цивилни циљеви
Иако су се и НАТО команда и државни органи Југославије обавезали да становништво неће бити изложено дејствима, на подручју Београда причињена је значајна штета цивилној инфраструктури.
- У ноћи између 27. и 28. марта оштећено је неколико школских објеката на подручју Петловог брда у Раковици, те међународни цивилни аеродром у Сурчину (који ће поново бити оштећен неколико ноћи касније). Као и више пута касније, избио је пожар у Липовичкој шуми[1]
- У ноћи између 2. и 3. априла крстареће ракете су погодиле зграде републичког и савезног МУП-а, а пожар се проширио на непосредну близину гинеколошко-акушерске клинике и психијатријске болнице "Др Лаза Лазаревић".[1]
- Наредне ноћи, погођени су топлана на Новом Београду, полицијска академија на Бањици и складиште "Југопетрола" у Раковици.
- Ноћи 4-5. априла, један пројектил је пао у близини Градске болнице на Звездари.[1]
- У ноћи 7-8. априла, погођена је зграда Министарства правде, а на околним зградама су од силине детонације попуцала стакла.[1]
- У ноћи 12-13. априла, један неексплодирани пројектил је пао у близини градилишта будуће Београдске арене[1]
- У ноћи 14-15. априла, у најинтензивнијем бомбардовању Стражевице до тада, оштећени су зграда Дома здравља "Раковица", школа, дечји вртић и више стотина станова.[1] Наредне ноћи, напад на каменолом у Стражевици је поновљен.[1]
- 17-18. април, у бомбардовању Батајнице, погинула је девојчица Милица Ракић.[1]
- Наредне ноћи, погођена је хемијска индустрија у Баричу, општина Обреновац.[1]
- 20-21. априла, први пут је крстарећим ракетама бомбардована зграда ПЦ "Ушће", у којој су била седишта више ТВ и радио станица, као и владајућег СПС-а[1]. "Ушће" је поново нападнуто у ноћи 26-27. априла, када је срушен репетитор на врху зграде.[1]
- Наредне ноћи, до темеља је срушена резиденција председника СРЈ, Слободана Милошевића, у којој се у тренутку напада није налазио нико.[1]
- 22-23. априла, у 2:06 бомбардована је зграда РТС-а у Абердаревој улици. Погинуло је 16, а рањено 18 радника.[1] Такође су погођене трафо-станице у Реснику и Земун Пољу.[6]

- 24-25. априла, погођена је трафо-станица у близини Авалског торња.[1]
- 28-29. априла, погођени су мост на Сави код Остружнице и антенски стуб у Крњачи.[1]
- 29-30. април, у до тада најжешћим дејствима на ужем подручју града, поред Генералштаба и Министарства одбране, поново је погођено Савезно Министарство унутрашњих послова, стамбено насеље Чубура на Врачару (између Јужног Булевара и Улице Максима Горког), срушен је Авалски торањ и антена Радија Студио Б у Борчи.[1] Погинула су три лица, 40 је рањено. Делови Врачара су остали без воде.[1]
- Наредне ноћи, ракетирани су подручје Липовичке шуме, села Сурчин и Јаково.[1]
- Ноћи 2-3. маја, НАТО је дејствовао графитним бомбама по термоелектранама "Никола Тесла" и "Костолац", па су како Београд, тако и поједини други делови Србије остали без електричне енергије, али и воде.[1] Наредне ноћи, дошло је до делимичног распада електро-енергетског система у Србији.[1] Ове две и ТЕ „Колубара” су нападнуте и ноћи 13-14, односно 23-24. маја.

- 7-8. маја, у најжешћем бомбардовању Београда, поново су нападнути Генералштаб и Савезно министарство унутрашњих послова. Ракетирана је Кинеска амбасада, при чему су погинула четири, а рањена петорица службеника. Такође је тешко оштећен хотел "Југославија", у чему је погинуо један гост.[1]
- 17-18. маја, бомбардовано је шире подручје Батајнице.[1]
- 18-19. маја, бомбардовано је складиште "Југопетрола" на Чукарици.[1] Напад на овај објекат је поновљен две и три ноћи касније, при чему је оштећена резиденција швајцарског амбасадора.[1]
- Наредне ноћи, НАТО је ракетирао одељење за неурологију при КБЦ "Др Драгиша Мишовић", при чему су три пацијента погинула, а неколико медицинских радника је повређено. У тренутку напада, четири порођаја су била у току, две труднице су лакше повређене, а бебе евакуисане у друге болнице.[1]
- 24-25. маја поново је гађана зграда републичког МУП-а, далековод код Обреновца и подручје Батајнице[1]

- 26-27. маја, у бомбардовању села Раља (општина Сопот), где се налази сервис фабрике „21. мај”, погинуле три особе, од тога двоје деце. Бомбардовани су Остружница, Макиш, Батајница и Зуце, док су два неексплодирана пројектила пала на Нови Београд и Врачар.[1]
- Наредне ноћи, погођене су трафо-станице у Лештанима и на Бежанијској коси (што је довело до новог пада електро-енергетског система у Београду и Војводини). Напад са истим метама је поновљен ноћи 31. маја-1. јуна. Бомбардована је Савезна дирекција за робне резерве на Новом Београду.[1]
- Од 29. маја до 2. јуна (у готово непрекидним ударима) бомбардовани су шире подручје Обреновца, Бубањ Поток, подножје Авале, околина Батајнице, Раковица, Звездара, Рипањ, Миљаковац, подручје ТЕ "Никола Тесла", Липовица, Умка, Остружница, Бежанијска Коса и бензинска пумпа на путу Београд-Панчево. Једна неексплодирана бомба пала је на зелену површину 300 метара од ТЦ Видиковац.[7]
- 31. маја- Ракетиране приватне куће у Рипњу и Волгиној улици на Звездари. Погинула је једна особа, док је девет лица повређено.
- 2-3. јун- експлозија у Баричу
- 7-8. јун- лансиране светлеће лопте које су обасјале готово читав град. Било је то последње значајније ратно дејство на подручју Београда у 20. веку.[7]

## Наводно планиране мете
После бомбардовања мостова у Новом Саду, постојала је бојазан, да би слично могло да се догоди и у Београду. Овај страх је највероватније био оправдан, јер се у годинама после рата испоставило да је НАТО команда већ испланирала бомбардовање београдских мостова, међутим то је избегнуто због недостатка консензуса међу шефовима држава. Наводно, према том плану, сви мостови је требало да буду бомбардовани истовремено, око 3 сата и 20 минута у једној ноћи кампање, али се томе успротивио тадашњи председник Француске Жак Ширак, који је контактирао америчког колегу, Била Клинтона и најавио да Француска неће наставити ударе уколико буду порушени београдски мостови. Да би се очувало јединство у НАТО-у, Клинтон је прихватио да се ови објекти уклоне са списка мета.

## Морал становништва
Током целог бомбардовања, становници Београда су задржали веома висок морал. Мада је већина грађана у почетној фази рата одлазила у склоништа (у складу са препорукама надлежних органа), после извесног времена ово је престало да буде пракса. Већ 28. марта организован је први у низу концерата „Песма нас је одржала” (који ће се потом одржавати свакодневно до краја рата), на коме су истакнути естрадни уметници покушавали да анимирају грађане и истовремено изразе протест против НАТО удара. Иако су иза пројекта стајали медији блиски тадашњем републичком и савезном режиму, многи уметници блиски опозицији (нпр. Индексово радио позориште) су такође учествовали, како у концертима, тако су били присутни и на пропратним албумима који су објављивани у то време. Поред ових манифестација, владајуће странке организовале протесте на самим градским мостовима. Припадници ЈУЛ-а организовали су митинге уз пропратне концерте на Бранковом мосту, што је медијски испратио РТВ Пинк, док су припадници СПС-а организовали сличне догађаје на Панчевачком мосту.

## Обнова
Обнова градске инфраструктуре у годинама после бомбардовања није текла равномерно и у великој мери је зависила од финансијског и интересног аспекта. Готово две деценије од завршетка рата, многи порушени објекти још увек нису обновљени. Тако је зграда Владе Србије била обновљена одмах по окончању бомбардовања, зграда Министарства правде после неколико година, док зграда републичког Министарства унутрашњих послова још увек није.
Питање зграда Генералштаба и Министарства одбране изазива извесне контроверзе. Оне су 2005. године проглашене за културно добро. 2015. године, отпочели су покушаји санације теже оштећене зграде „А” (са горње стране Немањине улице), што, пак, није дало резултата, тако да је почетком 2017. године (упркос знатном противљењу дела јавности) донета одлука да се овај део комплекса сруши, а да се простор конзервира како би у перспективи био враћен првобитној намени. Зграда „Б” (са доње стране Немањине улице, у чијем анексу се налази и Министарство одбране) је мање оштећена, са ње је уклоњен само улазни део, тако да је тренутно конзервирана и разматра се могућност да се у перспективи у потпуности санира и врати првобитној намени.
Зграда савезног Министарства унутрашњих послова је дефинитивно срушена 2017. године, када је комплекс и парцелу откупило израелско предузеће „AFI Europe”, које је отпочело изградњу стамбено-комерцијалне целине „Skyline Belgrade”, која према плану треба да буде комплетирана до 2022. године.
КБЦ „Др Драгиша Мишовић” обновљен је 2009. године. Плац са разрушеном зградом кинеске амбасаде откупило је предузеће „ПМЦ инжењеринг”, које је 2010. године најавило да ће на том месту изградити тржни центар. Од овога се ипак одустало, када је договором Србије и Кине с краја 2016. године одлучено да се на том месту изгради Кинески културни центар, при чему градњу од средине 2017. изводи кинеска компанија „Емпирет”. Зграду „ПЦ Ушће” откупило је приватно предузеће „МПК Комерц”, обнова је отпочела 2003. године, а уз извесне измене на фасади, 2005. године реконструкција је окончана и зграда је поново у употреби са сличном наменом
Разрушена зграда РТС-а није обновљена, нити је то у најави, те она данас представља својеврсни споменик бомбардовању медија током НАТО кампање. После вишегодишњег притиска јавности, обнова Авалског торња је отпочела 2005, а окончана је 2010. године. У јесен 2015. године, најављено је да ће зграда хотела „Југославија” бити обновљена, те постати део хотелијерског ланца „Кемпински”. Ипак, до краја 2017. године, реализација пројекта још није најављена.
Зграда Команде РВ и ПВО у Земуну је, према најави градских челника с краја 2017. године, такође предвиђена за обнову у скоријој будућности, при чему ће њену реконструкцију изводити Војска Србије, док ће Град Београд решити питање приступа самој згради.